# KF Besiana
Klubi Futbollistik Besiana (of simpelweg KF Besiana) was een voetbalclub opgericht in 1984 te Podujeva, Kosovo. De thuisbasis van de voetbalclub is Stadiumi I Qytetit. Oud-international van Joegoslavië, Fadil Vokrri, is een van de oprichters van de club.
KF Besiana is in 2002, kampioen geworden van Kosovo. Echter, doordat Kosovo niet aangesloten was bij de UEFA, mocht de club niet deelnemen aan een Europees bekertoernooi. KF Besiana won datzelfde jaar ook de Kosovaarse Beker en Kosovaarse Supercup.
Sinds maart 2008 heeft de club een samenwerkingsverband met Fenerbahçe SK uit Turkije. De clubkleuren van KF Besiana, marineblauw en geel, zijn gekozen omdat dat ook de clubkleuren zijn van Fenerbahçe. Daarnaast is Fadil Vokrri (een van de oprichters van de club) oud-speler van de club uit Istanboel.
In het seizoen 2008/09 degradeerde de club uit de Superliga. Halverwege het seizoen 2010/11 trok Besiana zich terug uit de Liga e Parë en werd daarna opgeheven.

## Erelijst
Raiffeisen Superliga
2002
Kupa e Kosovës
2002
- Superkupa e Kosovës

2002